# روزبه همدانی
روزبه همدانی  یا روزبه پسر بزرگمهر در زمان عمر بن خطاب از مهندسین معروف زمان خود بود. در این زمان کوفه مشهور شد. سعد بن ابی وقاص در این زمان مشغول ساختن کوفه بود و قصری برای دارالاماره می‌ساخت، روزبه همدانی معماری قصر را برعهده گرفت و سپس تصمیم به ساختن مسجد کوفه گرفته شد و روزبه به ساختن مسجدی بی‌نظیر مبادرت نمود.